# Torneo Nacional de Boxeo Playa Girón 1978
Das Torneo Nacional de Boxeo Playa Girón 1978 wurde vom 4. bis zum 14. Januar 1978 in Camagüey ausgetragen und war die 17. Austragung der nationalen kubanischen Meisterschaften im Amateurboxen.

## Medaillengewinner
Die Meistertitel wurden in elf Gewichtsklassen vergeben.
| Gewichtsklasse                  | Gold                 | Silber                 | Bronze              |
| ------------------------------- | -------------------- | ---------------------- | ------------------- |
| Halbfliegengewicht (bis 48 kg)  | Héctor Ramírez       | Hipólito Ramos         | Silvio Fernández    |
| Halbfliegengewicht (bis 48 kg)  | Héctor Ramírez       | Hipólito Ramos         | Luis E. Ramos       |
| Fliegengewicht (bis 51 kg)      | Samuel Belford       | Ricardo Perera         | Lázaro Ordaz        |
| Fliegengewicht (bis 51 kg)      | Samuel Belford       | Ricardo Perera         | Alejandro Molina    |
| Bantamgewicht (bis 54 kg)       | Adolfo Horta         | Jesús Sollet           | Pastor Frómeta      |
| Bantamgewicht (bis 54 kg)       | Adolfo Horta         | Jesús Sollet           | Isidro Despaigne    |
| Federgewicht (bis 57 kg)        | Ángel Herrera        | Regino Pérez           | Juan Calderón       |
| Federgewicht (bis 57 kg)        | Ángel Herrera        | Regino Pérez           | Armando Martínez    |
| Leichtgewicht (bis 60 kg)       | José Aguilar Pulsán  | Bienvenido Lazo        | Norgelis González   |
| Leichtgewicht (bis 60 kg)       | José Aguilar Pulsán  | Bienvenido Lazo        | José Luis Ríos      |
| Halbweltergewicht (bis 63,5 kg) | Andrés Aldama        | Víctor Corona          | Duque Stable        |
| Halbweltergewicht (bis 63,5 kg) | Andrés Aldama        | Víctor Corona          | Frank Izquierdo     |
| Weltergewicht (bis 67 kg)       | Alberto Montoya      | Emilio Correa Vaillant | Gregorio Jorrín     |
| Weltergewicht (bis 67 kg)       | Alberto Montoya      | Emilio Correa Vaillant | Roberto Rodríguez   |
| Halbmittelgewicht (bis 71 kg)   | Luis Felipe Martínez | Frank Ramírez          | Ricardo Robles      |
| Halbmittelgewicht (bis 71 kg)   | Luis Felipe Martínez | Frank Ramírez          | Manuel Cordero      |
| Mittelgewicht (bis 75 kg)       | José Gómez Mustelier | Alejandro Montoya      | Reynaldo Galván     |
| Mittelgewicht (bis 75 kg)       | José Gómez Mustelier | Alejandro Montoya      | Lázaro Robaina      |
| Halbschwergewicht (bis 81 kg)   | Giraldo Despaigne    | Luis Coss              | Ricardo Rojas Frías |
| Halbschwergewicht (bis 81 kg)   | Giraldo Despaigne    | Luis Coss              | Hermenegildo Báez   |
| Schwergewicht (über 81 kg)      | Teófilo Stevenson    | Ángel Milián           | Fidel César         |
| Schwergewicht (über 81 kg)      | Teófilo Stevenson    | Ángel Milián           | Noel Grenot         |